# Esperando la carroza
Esperando la carroza és una comèdia argentina, estrenada el 6 de maig del 1985, basada en l'obra de teatre Esperando la carroza (1974) de l'uruguaià Jacobo Langsner.
Va ser protagonitzada per importants actors argentins i uruguaians, entre els quals hi havia Antonio Gasalla, Luis Brandoni, China Zorrilla i Enrique Pinti.
Esperando la Carroza va quedar com un clàssic del cine argentí.

## Argument
Mamá Cora, que pràcticament ja té 80 anys, és mare de quatre fills. Viu amb un d'ells, Jorge, el més pobre de tots. Reiterats conflictes amb la seua nora fan que aquesta li demani a un del germans de Jorge, Sergio, que accedeixi a viure amb Mamá Cora per un temps, perquè no suporta més la situació.
Al mateix temps Mamá Cora se'n va a la casa d'una veïna, per cuidar-li a un fill durant la vesprada. La "desaparició" de Mamá Cora genera una baralla, perquè pensen que s'ha suïcidat.
Finalment, Mamá Cora apareix quan tots, suposadament, l'estan vetllant, encara que en realitat vetllaven el cadàver d'una anciana que, als pocs instants, arriben a retirar els veritables familiars.

## Actors
| Actor              | Personatge                                                   |
| ------------------ | ------------------------------------------------------------ |
| Luis Brandoni      | Antonio Musicardi                                            |
| China Zorrilla     | Elvira Romero de Musicardi                                   |
| Antonio Gasalla    | Ana María de los Dolores Buscarolli de Musicardi (Mamá Cora) |
| Betiana Blum       | Nora de Musicardi                                            |
| Julio de Grazia    | Jorge Musicardi                                              |
| Mónica Villa       | Susana de Musicardi                                          |
| Juan Manuel Tenuta | Sergio Musicardi                                             |
| Andrea Tenuta      | Matilde Musicardi                                            |
| Darío Grandinetti  | Cacho                                                        |
| Cecilia Rossetto   | Dominga                                                      |
| Enrique Pinti      | Felipe                                                       |
| Lidia Catalano     | Emilia Musicardi                                             |
| Clotilde Borella   | Doña Elisa                                                   |
| José Andrada       |                                                              |
| Juan Acosta        | Peralta                                                      |